# Federal Emergency Management Agency
Pour les articles homonymes, voir FEMA.
La Federal Emergency Management Agency (FEMA, Agence fédérale de gestion des situations d'urgence) est l'organisme gouvernemental américain voué à assurer l'arrivée des secours en situation d'urgence. Elle est rattachée au département de la Sécurité intérieure des États-Unis, et prend en charge les grandes catastrophes naturelles et celles liées aux activités humaines qui frappent le « territoire national ».

## Historique

Logo d'origine de 1979 à 2003.

L'agence a été créée sous Carter le 1er avril 1979 et permit le regroupement de plusieurs programmes gouvernementaux sous son épaule, notamment l'administration de protection civile contre les incendies à grande échelle, et les activités de la préparation de la Sécurité civile transmises par le département de la Défense américain.
La FEMA fut chargée de la gestion du site dévasté du World Trade Center. Il lui fut demandé de produire un rapport d'études sur l'effondrement des tours.
Elle a rejoint en mars 2003 le giron du DHS, ce département nouvellement créé par la première Administration de George W. Bush pour assurer globalement la sécurité du territoire national, initiative motivée essentiellement par une restructuration de fond de la sanctuarisation du territoire face à la perspective de nouvelles attaques terroristes.
À l'occasion de ce rattachement, la FEMA s'est vu attribuer la prise en charge du Programme national de gestion des inondations.
Pour l'année fiscale 2008, l'agence prévoit d'employer 6 651 personnes et un budget Employé de 8,02 milliards de dollars américain.
Cette restructuration est polémique pour certains qui suspectent des restrictions budgétaires affectant les organismes qui y furent rattachés mais de fait, le budget à plus que doublé dans les années 2010 avec en 2018 un montant de 18,4 milliards de dollars.

## Contrôle
Les activités de la FEMA (sauf pour ce qui relèverait de La Défense nationale, à laquelle cette agence ne participe pas) ne sont pas contrôlées par qui que ce soit sinon des fonctionnaires généralement choisis pour leur loyauté à l'administration en place.

## Crises passées

### Crise liée aux attentats du 11 septembre 2001
À l'Agence fut confié le contrôle des opérations sur le site du World Trade Center, pour lequel, elle s'assura la participation du Corps des ingénieurs de l’armée des États-Unis (USACE). Son intervention bénéficia du fait qu'elle avait programmé un exercice de bactério-terrorisme, codifié TRIPOD, pour le lendemain et avait pour cela mis en place les structures de contrôle (PC du môle 92) et le personnel correspondant. La destruction du poste de commandement situé dans la tour WTC7 fut ainsi sans conséquence sur le déroulement de ces opérations.

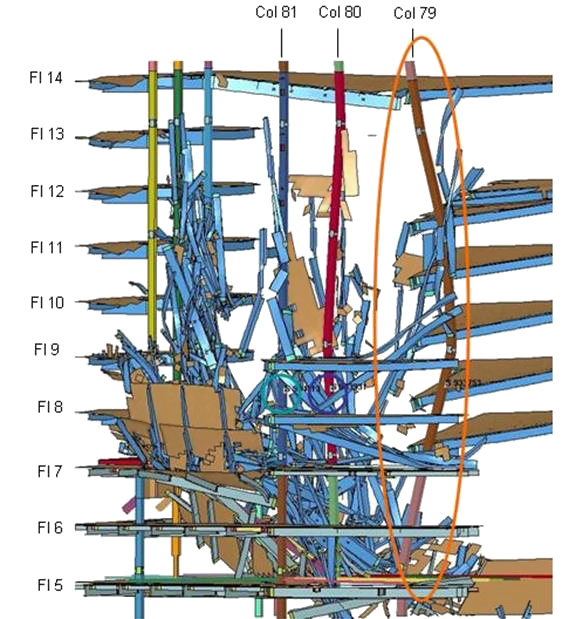
Hypothèse de l'évènement à l'origine de l'effondrement de la tour 7.

La FEMA eut la maîtrise de la recherche des survivants, de la collecte des corps et vestiges humains, du déblaiement du site, du stockage et du sort final des vestiges matériels, ainsi que de l'enquête destinée à expliquer l'effondrement des tours. Cette enquête fut réalisée par l'équipe d'évaluation du comportement des immeubles (BPAT), constituée de bénévoles de l'American Society of Civil Engineers (ASCE). Le budget affecté à cette dernière mission fut de 1,1 million de dollars.
Le bon déroulement de l'enquête fut handicapé par un certain nombre de failles constitutives, relevées par la Commission scientifique de la Chambre des Représentants :
- le BPAT était privé du pouvoir de réquisition documentaire; il lui manqua ainsi des références aussi cruciales que les plans de conception des tours, lesquels étaient cependant de nature publique, le World Trade Center ayant été financé par des fonds publics (Autorité portuaire du New Jersey) ;
- il disposait d'un secrétariat réduit au strict minimum ;
- il n'exerçait aucun pouvoir sur les vestiges, notamment fut dans l'incapacité de sélectionner des échantillons de pièces d'acier aux fins d'analyses et même d'épargner de telles pièces du recyclage mis en œuvre par la FEMA ;
- les membres de l'équipe n'avaient pas le droit d'accès au site ;
- ils effectuaient ce travail à titre gratuit ;

De son côté, l'éditeur du périodique Fire Engineering Magazine, Bill Manning, avait exposé que la destruction des vestiges des tours était illégale, violant la règlementation des enquêtes sur les incendies (NFPA 921) qui ne prévoyait aucune exception à l'obligation de sauvegarde des pièces à conviction relatées aux incendies d'immeubles de plus de 10 étages. Cette contrainte s'appliquait aussi au titre de pièces à conviction d'une affaire criminelle. C'est d'ailleurs en référence au statut de lieu de crime que le maire Rudolph Giuliani, le 26 septembre, interdisait la prise de photographies. Un niveau de haute protection fut pourtant appliqué à ces vestiges par la FEMA, tous les camions devant effectuer leur évacuation recevant un positionneur GPS.
Le BPAT put cependant disposer de quelques échantillons de vestiges métalliques et les soumettre à un laboratoire. Les analyses effectuées indiquent que ces aciers avaient subi une oxydation précoce et une sulfuration, phénomènes jamais constatés jusqu'alors dans les incendies d'immeubles à structure métallique et dénotant la soumission à une température inhabituellement élevée.
La FEMA, en mai 2002, rendait public le rapport du BPAT, intitulé Étude du comportement des bâtiments. L'effondrement des tours jumelles est attribué à l'incapacité du treillis métallique des planchers à soutenir les incendies provoqués par les impacts. Le rapport consacre un chapitre à l'effondrement de la tour WTC7.
Selon l'enquête de la Commission scientifique de la Chambre des Représentants, la FEMA avait exigé des membres du BPAT qu'ils signent un accord de non divulgation afin qu'ils ne rendent pas publiques les informations concernant leur travail.

### Crise liée à l'ouraganKatrina

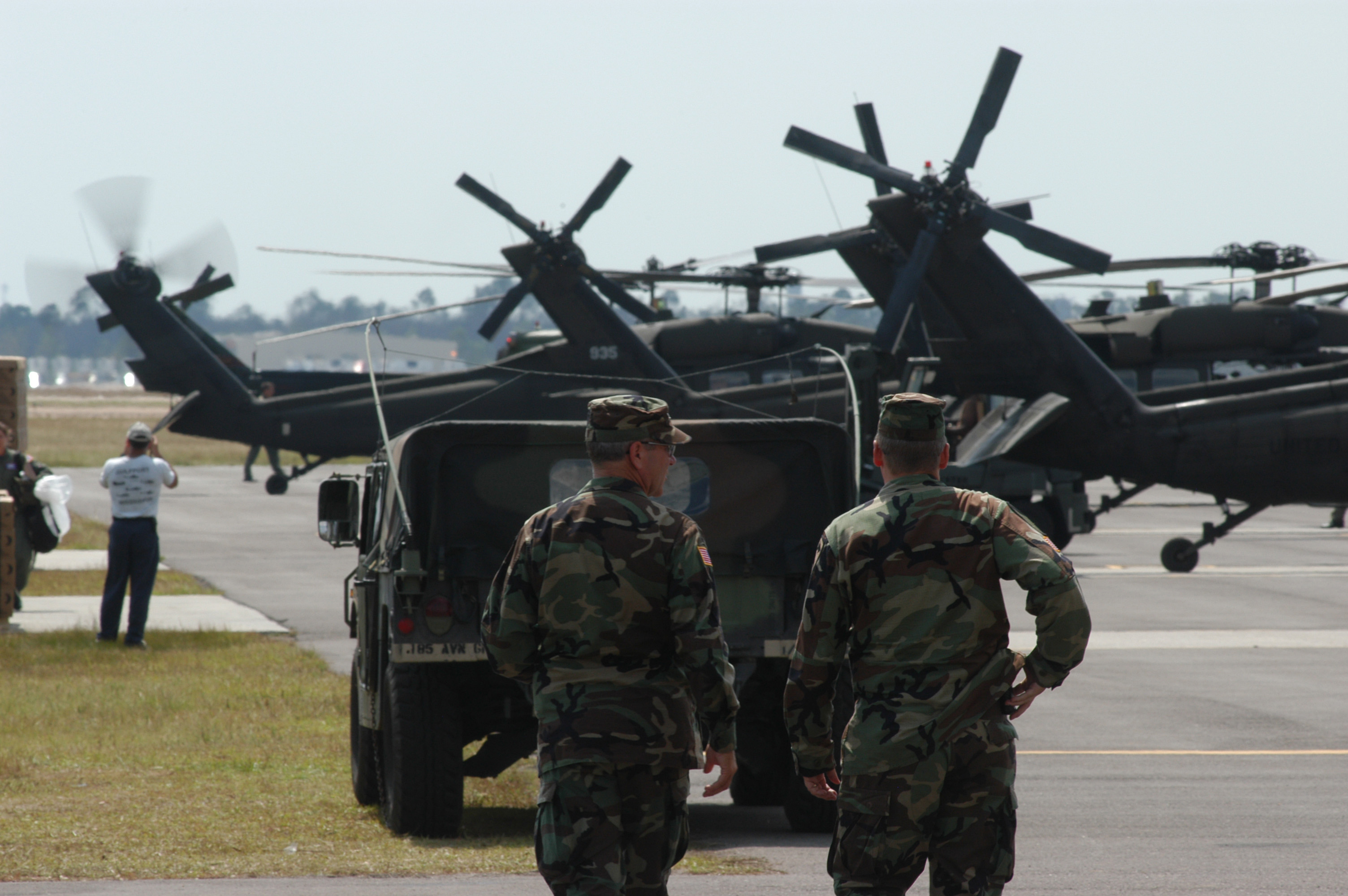
Les autorités civiles ont déployé l'armée américaine au secours des populations sinistrées, dans une action réactive. La FEMA est critiquée pour son absence de moyens préventifs malgré des rapports de l'année 1994 qui auguraient de la catastrophe.

Dans un contexte général de critique vis-à-vis des efforts budgétaires qui amenèrent le pays à des restrictions drastiques dans le renforcement des digues protégeant la cité de La Nouvelle-Orléans, équivalente à un polder pour les Pays-Bas, la FEMA est spécifiquement placée sous la lorgnette[Par qui ?] le 7 septembre 2005 pour son inaction auprès des habitants en grande nécessité qui ont passé le week-end le plus critique sans recevoir de secours.
Les images télévisées de citoyens américains, placés en situation locale de catastrophe malthusienne car confinés dans les stades de superbowl et livrés à l'état de barbarie, ont mis la nation américaine en état de prostration. Les médias et groupes de pression sont entrés dans la danse vigoureusement pour s'en faire le relais, accusant les moyens mis en œuvre comme les responsables qui en sont chargés.
Le sous-secrétaire d'État Michael D. Brown (en), responsable du cabinet gouvernemental EP&R (Emergency Preparedness and Response), poste associé à la direction de la FEMA, a été remercié par l'Administration Bush la semaine après que l'ouragan eut atteint La Nouvelle-Orléans.

## Critiques
- L'agence avait déjà connu des critiques en 1997 émanant de James Bovard[5],[6],[7].

### OuraganKatrina

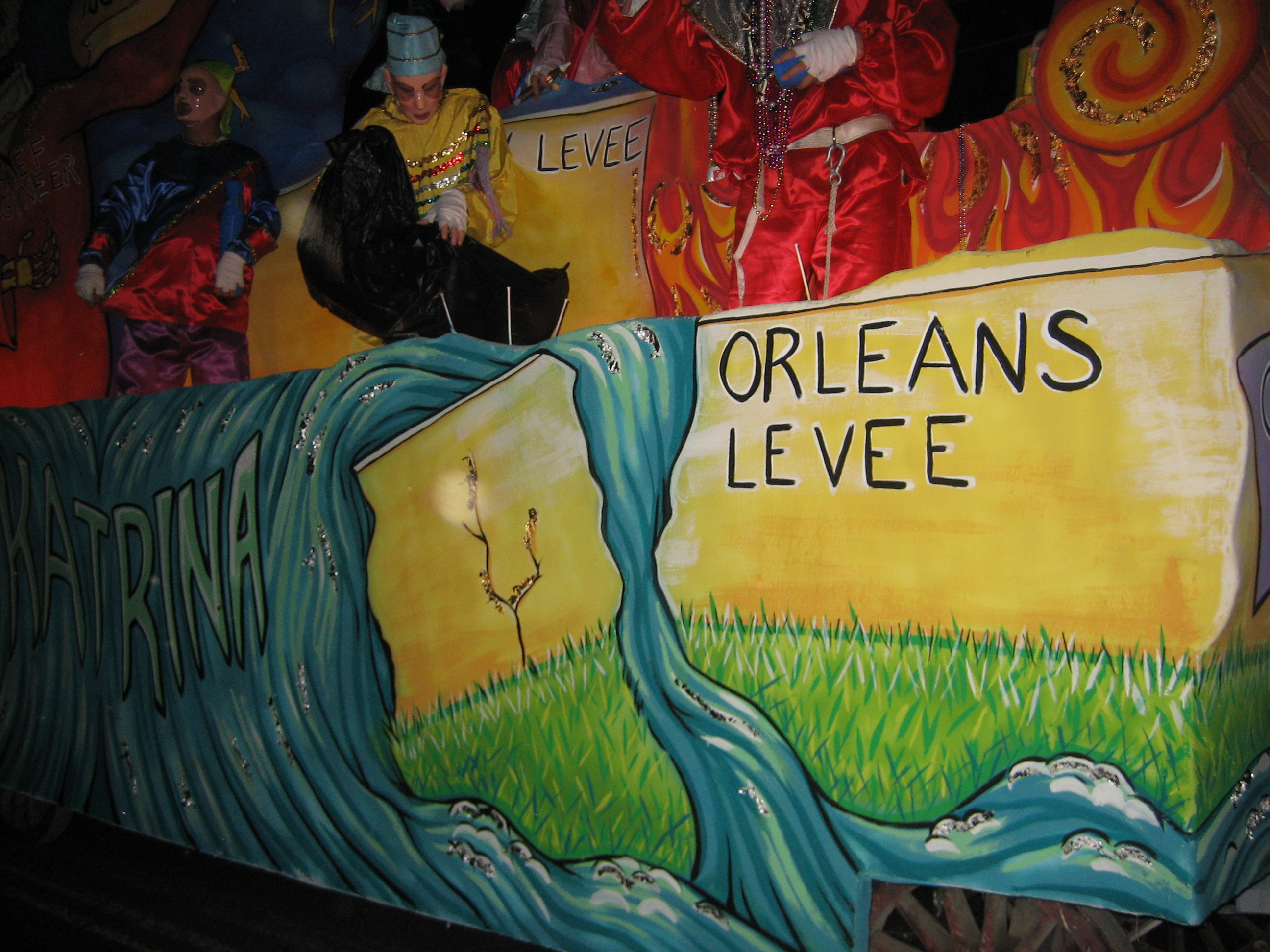
Char de la parade du carnaval de La Nouvelle-Orléans 2006 représentant la rupture des digues (levee), dont il fut tant question dans les médias les lendemains de la catastrophe.

Depuis l’ouragan Katrina, des critiques ont appelé la FEMA à être retirée du département de la Sécurité intérieure (Department of Homeland Security) disant que sa position dans le département est un élément gênant aux réponses de l'agence. Le sénateur Joe Lieberman a demandé au Congrès de dissoudre la FEMA et de le refaire à zéro, mais à l'intérieur du département de la Santé et des Ressources humaines des États-Unis (United States Department of Health and Human Services).[réf. nécessaire]

### Remplacer la FEMA?
Un comité sénatorial a conclu qu'il serait mieux d'abolir la FEMA. Il en a appelé à une nouvelle agence qui sera appelée National Preparedness and Response Authority si la FEMA est abolie. Le reste des recommandations du comité sénatorial a inclus des changements moins drastiques, comme la création d'une Académie de Sécurité intérieure, qui préparerait mieux le personnel de la FEMA. [réf. nécessaire]

### Théorie du complot
Depuis le milieu des années 1990 une théorie du complot émanant du mouvement des miliciens et de groupements survivalistes et relayée par de nombreux complotistes prétend que la FEMA se serait vu conférer la mission de créer sur le territoire des États-Unis des camps d'internement ou des camps de concentration. Le but de ces installations serait d'enfermer tous les opposants potentiels à un coup d'état ayant pour but d'imposer une dictature aux États-Unis ou un gouvernement mondial,.

## Culture populaire
- Dans Tom Clancy's The Division, le FEMA fait partie intégrante de l'histoire dans le New York ravagé par le virus sous la dénomination du CERA (Catastrophic Emergency Responce Agency).
- Dans Deus Ex, la FEMA est considérée comme un antagoniste du jeu puisqu'elle passe sous le commandement de Walton Simons, le lieutenant de Bob Page et principal ennemi.
- Dans le film X Files, l'informateur de l'agent spécial du FBI Fox Mulder l'informe que le gouvernement américain peut donner les pleins pouvoirs à la FEMA en cas de contamination virologique.
- Dans The Last of Us (série de jeux vidéo), le FEMA fait également partie intégrante de l'histoire, sous le nom de FEDRA (Federal Disaster Response Agency) où elle aurait vraisemblablement fusionné avec l'Armée américaine, devenant le seul vestige du gouvernement connu aujourd'hui[réf. nécessaire].
- Dans Le Jour d'après, des agents du FEMA sont visibles au camp de réfugiés américain au Mexique.